# Zakaria Mazouzi
Zakaria Mazouzi (né le 15 juin 1985) est un athlète marocain, spécialiste du 1500 m.
Son meilleur temps est de 3 min 31 s 94 obtenu à Marrakech le 20 avril 2013. Il se qualifie pour la finale des championnats du monde à Moscou.